# NGC 822
NGC 822 (другие обозначения — ESO 298-9, MCG -7-5-8, PGC 8055) — эллиптическая галактика (E) в созвездии Феникс.
Этот объект входит в число перечисленных в оригинальной редакции «Нового общего каталога».
Галактика имеет область H II.
Галактика NGC 822 входит в состав группы галактик NGC 862. Помимо NGC 822 в группу также входят NGC 862 и ESO 298-8.